# 스빈후부드 아브 크발스타드가

스빈후부드 아브 크발스타드가(스웨덴어: Svinhufvud af Qvalstad [ˈsviːnhʉːvɵd][*])는 스웨덴의 귀족 가문이다. 가격은 무작위 평귀족이다. 스웨덴 기사원과 핀란드 기사원에 모두 의석을 가졌다. 발원지는 달라르나이고, 시조는 왼스 스빈후부드(Jöns Swinshwow: 1340년경-1420년경)라는 인물이라고 한다.
출신 저명인물로 제3대 핀란드 공화국대통령을 역임한 페르 에빈드 스빈후부드, 빅토리아 아브 스베리예 왕세녀의 남편 다니엘 아브 베스테르예틀란드 공작 등이 있다.
"스빈후부드"는 "멧돼지 머리통"이라는 뜻이다.